# Brzeg wypukły

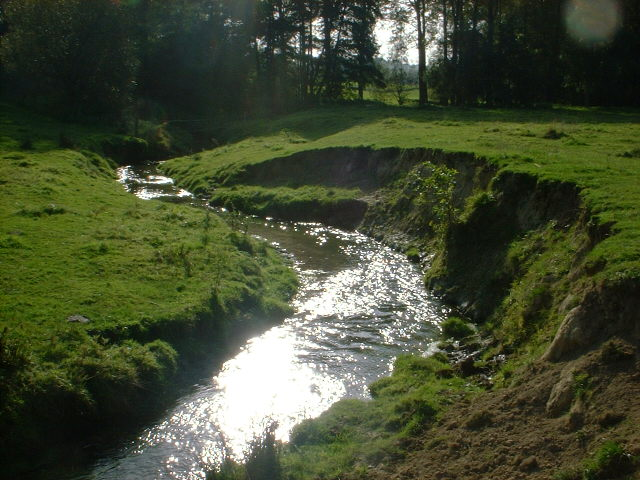
Brzeg wypukły znajduje się po lewej stronie. Widoczna różnica wysokości w stosunku do brzegu wklęsłego

Brzeg wypukły – brzeg rzeki znajdujący się w wypukłej części meandra lub łuku.
Brzeg wypukły jest zazwyczaj spłaszczony, niski, znacznie niższy od brzegu wklęsłego. Przy tym brzegu, z uwagi na mały prąd, nagromadzeniu ulegają osady rzeczne, tworzą się mielizny i plaże. Na odcinkach uregulowanych, buduje się tutaj prostopadłe budowle – ostrogi. Część brzegowa, z naniesionymi piaskami to odsypisko, a jego utrwalona część, bliżej lądu, to przymulisko. Z punktu widzenia nawigacji, nie należy się zbliżać do brzegu wypukłego, a płynąć w pobliżu wklęsłego, gdzie występuje największa głębia i silny nurt. 